# Congreso de Ajedrez de los Estados Unidos
El Congreso de Ajedrez de los Estados Unidos aglutina una serie de Torneos de Ajedrez celebrados en Estados Unidos, antecedente del actual Campeonato Nacional de Ajedrez de los Estados Unidos. Se celebraron 9 ediciones, la primera en 1857 y la última en 1923.

## Relación de las ediciones celebradas
| N.º | Año  | Ciudad         | Vencedor                               | Nacionalidad                    |
| 1   | 1857 | Nueva York     | Paul Morphy                            | Estados Unidos                  |
| 2   | 1871 | Cleveland      | George Henry Mackenzie                 | Estados Unidos                  |
| 3   | 1874 | Chicago        | George Henry Mackenzie                 | Estados Unidos                  |
| 4   | 1876 | Filadelfia     | James Mason                            | Irlanda                         |
| 5   | 1880 | Nueva York     | George Henry Mackenzie                 | Estados Unidos                  |
| 6   | 1889 | Nueva York     | Mijaíl Chigorin / Max Weiss            | Rusia / Imperio Austrohúngaro   |
| 7   | 1904 | San Luis       | Frank James Marshall                   | Estados Unidos                  |
| 8   | 1921 | Atlantic City  | Dawid Janowski                         | Francia                         |
| 9   | 1923 | Lago Hopatcong | Frank James Marshall / Abraham Kupchik | Estados Unidos / Estados Unidos |

## 1857. 1º Congreso. Nueva York

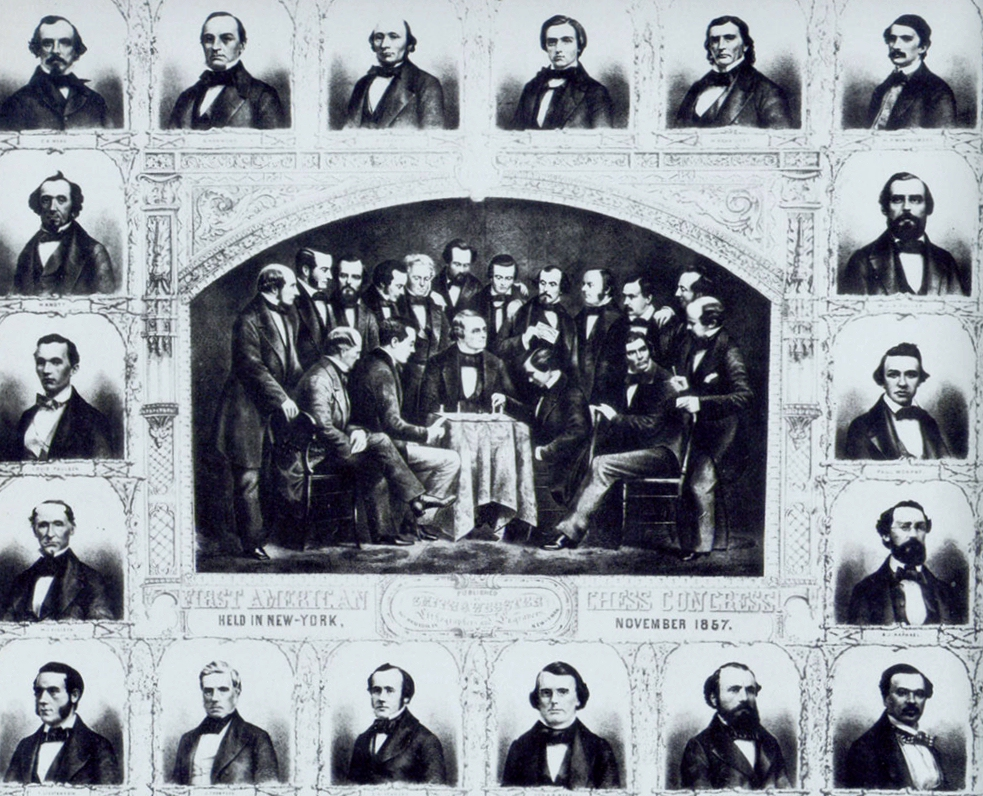

El primer Congreso, organizado por Daniel Willard Fiske, y celebrado en Nueva York del 6 de octubre al 10 de noviembre de 1857, tuvo como vencedor a Paul Morphy. Fue un torneo eliminatorio en el que las tablas no contaban. Los jugadores invitados al evento fueron los primeros 16 del ranking estadounidense: William Allison, Samuel Robert Calthrop, Daniel Willard Fiske, William James Fuller, Hiram Kennicott, Hubert Knott, Theodor Lichtenhein, Napoleón Marache, Hardman Philips Montgomery, Alexander Beaufort Meek, Paul Morphy, Ludwig Paulsen, Frederick Perrin, Benjamin Raphael, Charles Henry Stanley y James Thompson. El primer premio, que eran 300$, fue rechazado por Morphy, pero aceptó un servicio de plata consistente en una jarra, cuatro copas y una bandeja, que recibió de manos de Oliver Wendell Holmes.
A la derecha se encuentra la litografía del 1º Congreso. Aparecen todos los miembros del Congreso, incluidos los que no jugaron en el Torneo Principal. En la fila superior: el Coronel Charles Mead (presidente), George Hammond, Frederic Perrin, Daniel Willard Fiske, Hiram Kennicott, y Hardman Philips Montgomery. Columna de la izquierda: Hubert Knott, Ludwig Paulsen, y William Allison. Fila inferior: Theodor Lichtenhein, James Thompson, Charles Henry Stanley, Alexander Beaufort Meek, Samuel Robert Calthrop y Napoleón Marache. Columna derecha: William James Fuller, Paul Morphy, y Benjamín Raphael.
- Cuadro del torneo

|  | Octavos de final                             | Octavos de final                          |                                 |     | Cuartos de final | Cuartos de final |  |  | Semifinales | Semifinales |  |  | Final | Final |
|  |                                              |                                           |                                 |     |                  |                  |  |  |             |             |  |  |       |       |
|  |                                              |                                           |                                 |     |                  |                  |  |  |             |             |  |  |       |       |
|  |                                              |                                           |                                 |     |                  |                  |  |  |             |             |  |  |       |       |
|  |                                              |                                           |                                 |     |                  |                  |  |  |             |             |  |  |       |       |
|  | Paul Morphy Estados Unidos                   | 3,0                                       |                                 |     |                  |                  |  |  |             |             |  |  |       |       |
|  | Paul Morphy Estados Unidos                   | 3,0                                       |                                 |     |                  |                  |  |  |             |             |  |  |       |       |
|  | James Thompson Irlanda                       | 1,0                                       |                                 |     |                  |                  |  |  |             |             |  |  |       |       |
|  | James Thompson Irlanda                       | 1,0                                       | Paul Morphy Estados Unidos      | 3,0 |                  |                  |  |  |             |             |  |  |       |       |
|  |                                              |                                           |                                 | 3,0 |                  |                  |  |  |             |             |  |  |       |       |
|  |                                              | Alexander Beaufort Meek Estados Unidos    | 0,0                             |     |                  |                  |  |  |             |             |  |  |       |       |
|  | William James Appleton Fuller Estados Unidos | Alexander Beaufort Meek Estados Unidos    | 0,0                             | 2,0 |                  |                  |  |  |             |             |  |  |       |       |
|  | William James Appleton Fuller Estados Unidos |                                           |                                 | 2,0 |                  |                  |  |  |             |             |  |  |       |       |
|  | Alexander Beaufort Meek Estados Unidos       | 3,0                                       |                                 |     |                  |                  |  |  |             |             |  |  |       |       |
|  | Alexander Beaufort Meek Estados Unidos       | 3,0                                       | Paul Morphy Estados Unidos      | 3,1 |                  |                  |  |  |             |             |  |  |       |       |
|  |                                              |                                           |                                 | 3,1 |                  |                  |  |  |             |             |  |  |       |       |
|  |                                              | Theodor Lichtenhein Alemania              | 0,1                             |     |                  |                  |  |  |             |             |  |  |       |       |
|  | Hubert Knott Estados Unidos                  | Theodor Lichtenhein Alemania              | 0,1                             | 2,2 |                  |                  |  |  |             |             |  |  |       |       |
|  | Hubert Knott Estados Unidos                  |                                           |                                 | 2,2 |                  |                  |  |  |             |             |  |  |       |       |
|  | Frederick Perrin Estados Unidos              | 3,2                                       |                                 |     |                  |                  |  |  |             |             |  |  |       |       |
|  | Frederick Perrin Estados Unidos              | 3,2                                       | Frederick Perrin Estados Unidos | 0,0 |                  |                  |  |  |             |             |  |  |       |       |
|  |                                              |                                           |                                 | 0,0 |                  |                  |  |  |             |             |  |  |       |       |
|  |                                              | Theodor Lichtenhein Alemania              | 3,0                             |     |                  |                  |  |  |             |             |  |  |       |       |
|  | Theodor Lichtenhein Alemania                 | Theodor Lichtenhein Alemania              | 3,0                             | 3,0 |                  |                  |  |  |             |             |  |  |       |       |
|  | Theodor Lichtenhein Alemania                 |                                           |                                 | 3,0 |                  |                  |  |  |             |             |  |  |       |       |
|  | Charles Henry Stanley Estados Unidos         | 2,0                                       |                                 |     |                  |                  |  |  |             |             |  |  |       |       |
|  | Charles Henry Stanley Estados Unidos         | 2,0                                       | Paul Morphy Estados Unidos      | 5,2 |                  |                  |  |  |             |             |  |  |       |       |
|  |                                              |                                           |                                 | 5,2 |                  |                  |  |  |             |             |  |  |       |       |
|  |                                              | Ludwig Paulsen Alemania                   | 1,2                             |     |                  |                  |  |  |             |             |  |  |       |       |
|  | Benjamin Raphael Estados Unidos              | Ludwig Paulsen Alemania                   | 1,2                             | 3,1 |                  |                  |  |  |             |             |  |  |       |       |
|  | Benjamin Raphael Estados Unidos              |                                           |                                 | 3,1 |                  |                  |  |  |             |             |  |  |       |       |
|  | Hiram Kennicott Estados Unidos               | 2,1                                       |                                 |     |                  |                  |  |  |             |             |  |  |       |       |
|  | Hiram Kennicott Estados Unidos               | 2,1                                       | Benjamin Raphael Estados Unidos | 3,2 |                  |                  |  |  |             |             |  |  |       |       |
|  |                                              |                                           |                                 | 3,2 |                  |                  |  |  |             |             |  |  |       |       |
|  |                                              | Napoleón Marache Francia                  | 2,2                             |     |                  |                  |  |  |             |             |  |  |       |       |
|  | Daniel Fiske Estados Unidos                  | Napoleón Marache Francia                  | 2,2                             | 2,0 |                  |                  |  |  |             |             |  |  |       |       |
|  | Daniel Fiske Estados Unidos                  |                                           |                                 | 2,0 |                  |                  |  |  |             |             |  |  |       |       |
|  | Napoleón Marache Francia                     | 3,0                                       |                                 |     |                  |                  |  |  |             |             |  |  |       |       |
|  | Napoleón Marache Francia                     | 3,0                                       | Benjamin Raphael Estados Unidos | 0,1 |                  |                  |  |  |             |             |  |  |       |       |
|  |                                              |                                           |                                 | 0,1 |                  |                  |  |  |             |             |  |  |       |       |
|  |                                              | Ludwig Paulsen Alemania                   | 3,1                             |     |                  |                  |  |  |             |             |  |  |       |       |
|  | Samuel Robert Calthrop Inglaterra            | Ludwig Paulsen Alemania                   | 3,1                             | 0,0 |                  |                  |  |  |             |             |  |  |       |       |
|  | Samuel Robert Calthrop Inglaterra            |                                           |                                 | 0,0 |                  |                  |  |  |             |             |  |  |       |       |
|  | Ludwig Paulsen Alemania                      | 3,0                                       |                                 |     |                  |                  |  |  |             |             |  |  |       |       |
|  | Ludwig Paulsen Alemania                      | 3,0                                       | Ludwig Paulsen Alemania         | 3,0 |                  |                  |  |  |             |             |  |  |       |       |
|  |                                              |                                           |                                 | 3,0 |                  |                  |  |  |             |             |  |  |       |       |
|  |                                              | Hardman Philips Montgomery Estados Unidos | 0,0                             |     |                  |                  |  |  |             |             |  |  |       |       |
|  | William Allison Estados Unidos               | Hardman Philips Montgomery Estados Unidos | 0,0                             | 1,0 |                  |                  |  |  |             |             |  |  |       |       |
|  | William Allison Estados Unidos               |                                           |                                 | 1,0 |                  |                  |  |  |             |             |  |  |       |       |
|  | Hardman Philips Montgomery Estados Unidos    | 3,0                                       |                                 |     |                  |                  |  |  |             |             |  |  |       |       |
|  | Hardman Philips Montgomery Estados Unidos    | 3,0                                       |                                 |     |                  |                  |  |  |             |             |  |  |       |       |

## 1871. 2º Congreso. Cleveland
El segundo Congreso se celebró en Cleveland, desde el 4 al 15 de diciembre de 1871, con victoria de George Henry Mackenzie. El primer premio fue de 100$, y el total en premios fue de 290$. El precio de la entrada era de 10$. Fue un doble round robin, con un límite de 12 movimientos por hora. Desde esta edición, las tablas sí computan en el marcador individual. Participaron nueve ajedrecistas: George Henry Mackenzie, Henry Hosmer, Frederick Elder, Max Judd, Preston Ware, Harsen Darwin Smith, Henry Harding, A. Johnston y William Houghton. Con la retirada de Morphy del Ajedrez, este torneo buscó reconocer al heredero de Morphy como mejor jugador en los Estados Unidos.
- Tabla del torneo

| Nº | Jugador                               | 1    | 2    | 3    | 4    | 5    | 6    | 7    | 8    | 9    | Puntuación |
| -- | ------------------------------------- | ---- | ---- | ---- | ---- | ---- | ---- | ---- | ---- | ---- | ---------- |
| 1  | George Henry Mackenzie Estados Unidos | xxxx | 1½0  | ½10  | 11   | 11   | 11   | 1½1  | 11   | 11   | 14         |
| 2  | Henry Hosmer Estados Unidos           | 0½1  | xxxx | 11   | 1½1  | 00   | 01   | 11   | 11   | 11   | 12         |
| 3  | Frederick Elder Estados Unidos        | ½01  | 00   | xxxx | 01   | ½½01 | 11   | 11   | 11   | 11   | 11         |
| 4  | Max Judd Estados Unidos               | 00   | 0½0  | 10   | xxxx | 11   | 10   | ½11  | ½11  | 11   | 10         |
| 5  | Preston Ware Estados Unidos           | 00   | 11   | ½½10 | 00   | xxxx | 01   | 10   | 11   | 11   | 9          |
| 6  | Harsen Darwin Smith Estados Unidos    | 00   | 10   | 00   | 01   | 10   | xxxx | 11   | 11   | 11   | 9          |
| 7  | Henry Harding Estados Unidos          | 0½0  | 00   | 00   | ½00  | 01   | 00   | xxxx | 01   | 11   | 4          |
| 8  | A. Johnston Estados Unidos            | 00   | 00   | 00   | ½00  | 00   | 00   | 10   | xxxx | 11   | 3          |
| 9  | William Houghton Estados Unidos       | 00   | 00   | 00   | 00   | 00   | 00   | 00   | 00   | xxxx | 0          |

## 1874. 3º Congreso. Chicago
El tercer Congreso se celebró en Chicago, del 7 al 16 de julio de 1874, con nuevo triunfo para Mackenzie. Participaron ocho jugadores: Mackenzie, Hosmer, Judd, Frederick Bock, Elder, Frederick Perrin, James Adams Congdon y Hiram Kennicott, los cuales tuvieron que una cuota de inscripción de 20$. El primer premio fue de 225$. El torneo fue de nuevo round robin, pero desde esta edición, las tablas no llevaban a otra partida, sino que se jugaba al mejor de 2 enfrentamientos. El control de tiempo fue de 15 movimientos por hora. Elder y Kennicott se retiraron antes de completar la mitad de sus partidas, pero sus resultados contaron para la clasificación final.
- Tabla del torneo

| Nº | Jugador                               | 1  | 2  | 3  | 4  | 5  | 6  | 7  | 8  | Puntuación |
| -- | ------------------------------------- | -- | -- | -- | -- | -- | -- | -- | -- | ---------- |
| 1  | George Henry Mackenzie Estados Unidos | xx | 10 | 1½ | 11 | -- | 11 | 11 | 11 | 10½        |
| 2  | Henry Hosmer Estados Unidos           | 01 | xx | 10 | 11 | -- | 11 | 11 | 11 | 10         |
| 3  | Max Judd Estados Unidos               | 0½ | 01 | xx | 1½ | -- | 11 | 11 | -- | 7          |
| 4  | Frederick Bock Estados Unidos         | 00 | 00 | 0½ | xx | 1½ | 11 | 1½ | -- | 5½         |
| 5  | Frederick Elder Estados Unidos        | -- | -- | -- | 0½ | xx | 01 | 11 | -- | 3½         |
| 6  | Frederick Perrin Estados Unidos       | 00 | 00 | 00 | 00 | 10 | xx | 10 | -- | 2          |
| 7  | James Adams Congdon Estados Unidos    | 00 | 00 | 00 | 0½ | 00 | 01 | xx | -- | 1½         |
| 8  | Hiram Kennicott Estados Unidos        | 00 | 00 | -- | -- | -- | -- | -- | xx | 0          |

## 1876. 4º Congreso. Filadelfia
El cuarto Congreso, denominado el Campeonato del Centenario Americano, tuvo lugar en Filadelfia del 17 al 31 de agosto de 1876, con victoria para James Mason. Participaron nueve jugadores: Mason, Judd, Harry Davidson, Henry Edward Bird, Jacob Elson, Albert Roberts, Ware, L.D. Barbour y Dión Martínez. La cuota de inscripción fue de 20$. El primer premio fue de 300$. No tuvo la intención de dar a reconocer al mejor jugador de Estados Unidos, pues el torneo buscaba atraer a Maestros extranjeros, así como la celebración del Centenario Americano.
- Tabla del torneo

| Nº | Jugador                       | 1  | 2  | 3  | 4  | 5  | 6  | 7  | 8  | 9  | Puntuación |
| -- | ----------------------------- | -- | -- | -- | -- | -- | -- | -- | -- | -- | ---------- |
| 1  | James Mason Irlanda           | xx | 1½ | 10 | 1½ | ½1 | 1½ | 11 | ½1 | -- | 10½        |
| 2  | Max Judd Estados Unidos       | 0½ | xx | 00 | 10 | 1½ | 11 | 11 | 11 | -- | 9          |
| 3  | Harry Davidson Estados Unidos | 01 | 11 | xx | ½0 | 0½ | ½1 | 01 | 11 | -- | 8½         |
| 4  | Henry Edward Bird Inglaterra  | 0½ | 01 | ½1 | xx | 0½ | 11 | ½1 | ½1 | -- | 8½         |
| 5  | Jacob Elson Estados Unidos    | ½0 | 0½ | 1½ | 1½ | xx | ½½ | 10 | 11 | -- | 8          |
| 6  | Albert Roberts Estados Unidos | 0½ | 00 | ½0 | 00 | ½½ | xx | 1½ | 11 | -- | 5½         |
| 7  | Preston Ware Estados Unidos   | 00 | 00 | 10 | ½0 | 01 | 0½ | xx | ½½ | -- | 4          |
| 8  | L.D. Barbour Estados Unidos   | ½0 | 00 | 00 | ½0 | 00 | 00 | ½½ | xx | -- | 2          |
| 9  | Dión Martinez Cuba            | 00 | -- | ½½ | -- | -- | -- | -- | -- | xx | 1          |

## 1880. 5º Congreso. Nueva York
El quinto Congreso se celebró en Nueva York, del 6 al 26 de enero de 1880, con triunfo de Mackenzie, tras desempate con James Grundy por 2-0. Participaron 10 jugadores: Albert Cohnfeld, Congdon, Eugene Delmar, Grundy, Judd, Mackenzie, Charles Mohle, John Ryan, Alexander Sellman y Ware.
- Tabla del torneo

| Nº | Jugador                               | 1  | 2  | 3  | 4  | 5  | 6  | 7  | 8  | 9  | 10 | Puntuación |
| -- | ------------------------------------- | -- | -- | -- | -- | -- | -- | -- | -- | -- | -- | ---------- |
| 1  | George Henry Mackenzie Estados Unidos | xx | 0½ | 10 | ½½ | ½1 | 11 | 11 | 11 | 1½ | 11 | 13½        |
| 2  | James Grundy Estados Unidos           | 1½ | xx | ½½ | 10 | 1½ | 11 | 1½ | 01 | 11 | 11 | 13½        |
| 3  | Charles Moehle Estados Unidos         | 01 | ½½ | xx | 0½ | 1½ | 10 | 11 | 11 | 11 | 11 | 13         |
| 4  | Alexander Sellman Estados Unidos      | ½½ | 01 | 1½ | xx | 10 | 1½ | 11 | 0½ | 11 | 11 | 12½        |
| 5  | Max Judd Estados Unidos               | ½0 | 0½ | 0½ | 01 | xx | ½1 | 11 | 11 | 01 | 11 | 11         |
| 6  | Eugene Delmar Estados Unidos          | 00 | 00 | 01 | 0½ | ½0 | xx | 11 | 11 | ½1 | 11 | 9½         |
| 7  | John Ryan Estados Unidos              | 00 | 0½ | 00 | 00 | 00 | 00 | xx | 11 | 01 | 11 | 5½         |
| 8  | Preston Ware Estados Unidos           | 00 | 10 | 00 | 1½ | 00 | 00 | 00 | xx | ½1 | 1½ | 5½         |
| 9  | James Adams Congdon Estados Unidos    | ½0 | 00 | 00 | 00 | 10 | ½0 | 01 | 0½ | xx | 00 | 3½         |
| 10 | Albert Cohnfeld Estados Unidos        | 00 | 00 | 00 | 00 | 00 | 00 | 00 | 0½ | 11 | xx | 2½         |

## 1889. 6º Congreso. Nueva York
El sexto Congreso se celebró en Nueva York en 1889, bajo la fórmula de doble round robin, uno de los torneos más largos de la Historia. El triunfo final fue para Mijaíl Chigorin y Max Weiss. Ambos terminaron con una puntuación de 29, pero Chigorin venció a Weiss en su enfrentamiento directo. El norteamericano mejor clasificado fue Samuel Lipschütz, que terminó en sexto lugar. Desde la zona Este  de Estados Unidos se propuso reconocer por este puesto obtenido que se le considerara Campeón Nacional, sin éxito. Bajo las reglas que el campeón del Mundo Wilhelm Steinitz contribuyó a implantar, el ganador debía ser considerado como Campeón del Mundo, el cual en el plazo máximo de un mes debía admitir  un desafío del jugador que hubiera quedado segundo o tercer clasificado. Chigorin y Weiss empataron en el primer puesto, incluso después de hacer tablas en cuatro partidas de desempate. Weiss no estaba interesado en jugar por el Título Mundial, pero Isidor Gunsberg, que había acabado en tercer lugar, ejerció su derecho y desafió a Chigorin a un enfrentamiento por el Campeonato del Mundo. En 1890, empató el enfrentamiento, basado en el triunfo al alcanzar las diez victorias, contra Chigorin (9-9 con cinco tablas). Este sistema (9-9 con cláusula empate) también fue utilizado en el enfrentamiento por el Campeonato del Mundo entre Steinitz y Zukertort en 1886. Bobby Fischer se basó en el mismo en su defensa del Título en 1975.
- Tabla del torneo

| Nº | Jugador                                   | 1  | 2  | 3  | 4  | 5  | 6  | 7  | 8  | 9  | 10 | 11 | 12 | 13 | 14 | 15 | 16 | 17 | 18 | 19 | 20 | Puntuación |
| -- | ----------------------------------------- | -- | -- | -- | -- | -- | -- | -- | -- | -- | -- | -- | -- | -- | -- | -- | -- | -- | -- | -- | -- | ---------- |
| 1  | Mijaíl Chigorin Rusia                     | xx | ½1 | 00 | ½1 | 11 | 10 | 00 | 11 | 01 | ½1 | 11 | 11 | ½1 | 11 | 10 | 11 | 11 | 11 | 11 | 11 | 29         |
| 2  | Max Weiss Hungría                         | ½0 | xx | ½1 | 10 | ½½ | ½1 | 1½ | 11 | 11 | 11 | 10 | ½½ | ½1 | 10 | 11 | 11 | ½1 | 11 | 11 | 11 | 29         |
| 3  | Isidor Gunsberg Inglaterra                | ½0 | 11 | xx | 01 | ½0 | ½0 | 1½ | 10 | 11 | 11 | ½1 | 11 | 01 | 11 | 01 | 11 | 11 | 11 | 11 | 11 | 28½        |
| 4  | Joseph Henry Blackburne Inglaterra        | 01 | ½0 | 10 | xx | 01 | 10 | 10 | 01 | 11 | 10 | 11 | 11 | 11 | 11 | 11 | 10 | 11 | ½1 | 11 | 10 | 27         |
| 5  | Amos Burn Inglaterra                      | ½½ | 00 | ½1 | 10 | xx | 1½ | 00 | 11 | 11 | 10 | 11 | 11 | 01 | 00 | 11 | 01 | 11 | 11 | 11 | 11 | 26         |
| 6  | Samuel Lipschütz Estados Unidos           | ½0 | 01 | ½1 | 01 | 0½ | xx | ½1 | 00 | 11 | ½1 | 10 | ½0 | ½1 | 11 | 11 | 11 | 10 | 11 | 11 | 11 | 25½        |
| 7  | James Mason Irlanda                       | 0½ | 11 | 0½ | 01 | 11 | ½0 | xx | ½0 | 00 | 11 | ½0 | 10 | 01 | 01 | ½1 | 1½ | ½1 | ½½ | 11 | 11 | 22         |
| 8  | Max Judd Estados Unidos                   | 00 | 00 | 01 | 10 | 00 | 11 | ½1 | xx | 10 | 11 | 01 | 00 | 11 | 00 | ½1 | ½0 | 10 | ½1 | 11 | 11 | 20         |
| 9  | Eugene Delmar Estados Unidos              | 00 | 10 | 00 | 00 | 00 | 00 | 11 | 01 | xx | ½0 | 10 | 11 | 0½ | 10 | 01 | 11 | 10 | 11 | 11 | 01 | 18         |
| 10 | Jackson Showalter Estados Unidos          | 00 | ½0 | 00 | 01 | 01 | ½0 | 00 | 00 | ½1 | xx | ½1 | 10 | 10 | 10 | 11 | ½0 | 01 | ½1 | 11 | 11 | 18         |
| 11 | William Pollock Inglaterra                | 01 | 00 | ½0 | 00 | 00 | 01 | ½1 | 10 | 01 | ½0 | xx | 01 | ½1 | ½1 | 01 | 11 | 00 | 00 | 11 | 11 | 17½        |
| 12 | Henry Bird Inglaterra                     | ½½ | 00 | 00 | 00 | 00 | ½1 | 01 | 11 | 00 | 01 | 10 | xx | ½0 | 11 | ½1 | 11 | 00 | 10 | ½0 | 11 | 17         |
| 13 | Jean Taubenhaus Francia                   | ½0 | ½0 | 10 | 00 | 10 | ½0 | 10 | 00 | 1½ | 01 | ½0 | ½1 | xx | 01 | 00 | 0½ | ½1 | 10 | 11 | 11 | 17         |
| 14 | David Graham Baird Estados Unidos         | 01 | 00 | 00 | 00 | 11 | 00 | 10 | 11 | 01 | 01 | ½0 | 00 | 10 | xx | 10 | 00 | 01 | 11 | 10 | ½1 | 16         |
| 15 | Constant Ferdinand Burille Estados Unidos | 00 | 01 | 10 | 00 | 00 | 00 | ½0 | ½0 | 10 | 00 | 10 | ½0 | 11 | 01 | xx | ½1 | 1½ | 00 | ½1 | 11 | 15         |
| 16 | James Moore Hanham Estados Unidos         | 00 | 00 | 00 | 01 | 10 | 00 | 0½ | ½1 | 00 | ½1 | 00 | 00 | 1½ | 11 | ½0 | xx | 10 | 01 | 0½ | 11 | 14         |
| 17 | George Gossip Inglaterra                  | ½0 | 00 | 00 | 00 | 00 | 01 | ½0 | 01 | 01 | 10 | 11 | 11 | ½0 | 10 | 0½ | 01 | xx | 00 | 1½ | 00 | 13½        |
| 18 | Dion Martinez Cuba                        | 00 | 00 | 00 | ½0 | 00 | 00 | ½½ | ½0 | 00 | ½0 | 11 | 01 | 01 | 00 | 11 | 10 | 11 | xx | 01 | 01 | 13½        |
| 19 | John Washington Baird Estados Unidos      | 00 | 00 | 00 | 00 | 00 | 00 | 00 | 00 | 00 | 00 | 00 | ½1 | 00 | 01 | ½0 | 1½ | 0½ | 10 | xx | 10 | 7          |
| 20 | Nicholas MacLeod Canadá                   | 00 | 00 | 00 | 01 | 00 | 00 | 00 | 00 | 10 | 00 | 00 | 00 | 00 | ½0 | 00 | 00 | 11 | 10 | 01 | xx | 6½         |

## 1904. 7º Congreso. San Luis
El séptimo Congreso se celebró en San Luis (Misuri) en 1904. Con Harry Nelson Pillsbury enfermo de gravedad, Max Judd trató de organizar la séptima edición, con la idea de que el título de Campeón Nacional de EE. UU. se otorgara al ganador, reavivando la idea de que Lipschütz debió ser nombrado Campeón Nacional en 1889. Pillsbury, a través de un proceso legal, reclamó que se respetara su título.
A pesar de todo, Judd organizó esta edición con el nombre de Torneo por el Campeonato de los Estados Unidos, parecido pero no igual al que designa al torneo para dilucidar al Campeón Nacional.
En esta edición participaron diez jugadores: Frank James Marshall (vencedor), el propio Judd, Louis Eisenberg, Charles Jaffé, Emil Kemény, Stasch Mlotkowski, Edward F. Schrader, Eugene Wesley Schrader, George Schwietzer y Louis Uedemann.
- Tabla del torneo

| Nº | Jugador                             | 1 | 2 | 3 | 4 | 5 | 6 | 7 | 8 | 9 | 10 | Puntuación |
| -- | ----------------------------------- | - | - | - | - | - | - | - | - | - | -- | ---------- |
| 1  | Frank James Marshall Estados Unidos | x | 1 | 1 | 1 | 1 | 1 | 1 | 1 | ½ | 1  | 8½         |
| 2  | Max Judd Estados Unidos             | 0 | x | 0 | 1 | 1 | 1 | 1 | 1 | 1 | 1  | 7          |
| 3  | Louis Uedemann Estados Unidos       | 0 | 1 | x | 1 | 1 | 1 | 0 | 0 | 1 | 1  | 6          |
| 4  | Emil Kemény Estados Unidos          | 0 | 0 | 0 | x | 1 | 1 | 1 | 0 | 1 | 1  | 5          |
| 5  | Edward F. Schrader Estados Unidos   | 0 | 0 | 0 | 0 | x | ½ | 1 | 1 | 1 | 1  | 4½         |
| 6  | Louis Eisenberg Estados Unidos      | 0 | 0 | 0 | 0 | ½ | x | 1 | 1 | 1 | 1  | 4½         |
| 7  | Charles Jaffé Estados Unidos        | 0 | 0 | 1 | 0 | 0 | 0 | x | 1 | 1 | 1  | 4          |
| 8  | George Schwietzer Estados Unidos    | 0 | 0 | 1 | 1 | 0 | 0 | 0 | x | 0 | 1  | 3          |
| 9  | Stasch Mlotkowski Estados Unidos    | ½ | 0 | 0 | 0 | 0 | 0 | 0 | 1 | x | 1  | 2½         |
| 10 | Eugene W. Schrader Estados Unidos   | 0 | 0 | 0 | 0 | 0 | 0 | 0 | 0 | 0 | x  | 0          |

## 1921. 8º Congreso. Atlantic City
El octavo Congreso se celebró en Atlantic City en 1921. El triunfo fue para Dawid Janowski. Participaron 12 jugadores: Samuel Factor, M D Hago,  John Harvey, Edward Schuyler Jackson, Jaffé, Janowski, Marshall, Mlotkowski, Sidney Thomas Sharp, Vladimir Sournin , Isador Turover y Norman Tweed Whitaker.
- Tabla del torneo

| Nº | Jugador                                | 1 | 2 | 3 | 4 | 5 | 6 | 7 | 8 | 9 | 10 | 11 | 12 | Puntuación |
| -- | -------------------------------------- | - | - | - | - | - | - | - | - | - | -- | -- | -- | ---------- |
| 1  | Dawid Janowski Francia                 | x | 0 | 1 | ½ | ½ | 1 | ½ | 1 | 1 | 1  | 1  | 1  | 8½         |
| 2  | Norman Tweed Whitaker Estados Unidos   | 1 | x | 0 | 1 | 1 | 1 | 0 | 1 | 0 | 1  | 1  | 1  | 8          |
| 3  | Charles Jaffé Estados Unidos           | 0 | 1 | x | 1 | 1 | 0 | 0 | 1 | 1 | 0  | 1  | 1  | 7          |
| 4  | M. D. Hago Estados Unidos              | ½ | 0 | 0 | x | ½ | ½ | 1 | ½ | 1 | ½  | 1  | 1  | 6½         |
| 5  | Samuel Factor Estados Unidos           | ½ | 0 | 0 | ½ | x | ½ | 0 | 1 | ½ | 1  | 1  |    | 6          |
| 6  | Frank James Marshall Estados Unidos    | 0 | 0 | 1 | ½ | ½ | x | 1 | 0 | ½ | ½  | 1  | 1  | 6          |
| 7  | Vladimir Sournin Estados Unidos        | ½ | 1 | 1 | 0 | 1 | 0 | x | 0 | ½ | ½  | 1  | ½  | 6          |
| 8  | Sydney Thomas Sharp Estados Unidos     | 0 | 0 | 0 | ½ | 0 | 1 | 1 | x | ½ | ½  | 1  | 1  | 5½         |
| 9  | Isador Turover Estados Unidos          | 0 | 1 | 0 | 0 | ½ | ½ | ½ | ½ | x | 1  | 1  | ½  | 5½         |
| 10 | Stasch Mlotkowski Estados Unidos       | 0 | 0 | 1 | ½ | 0 | ½ | ½ | ½ | 0 | x  | 1  | 1  | 5          |
| 11 | John Harvey Estados Unidos             | 0 | 0 | 0 | 0 | 0 | 0 | 0 | 0 | 0 | 0  | x  | 1  | 1          |
| 12 | Edward Schuyler Jackson Estados Unidos | 0 | 0 | 0 | 0 | 0 | 0 | ½ | 0 | ½ | 0  | 0  | x  | 1          |

## 1923. 9º Congreso. Lago Hopatcong
El noveno y último Congreso se celebró en el Hotel Alamac en Lake Hopatcong, Nueva Jersey, del 6 al 21 de agosto de 1923. En el torneo participaron 14 jugadores: Horace Bigelow, Roy Turnbull Black, Oscar Chajes, Albert Hodges, Janowski, Abraham Kupchik, Edward Lasker, Marshall, John Stuart Morrison, Marvin Palmer, Anthony Santasiere, Morris Schapiro, Vladimir Sournin y Oscar Tenner. Victoria conjunta de Marshall y Kupchik, 10½/13.
- Tabla del torneo

| Nº | Jugador                             | 1 | 2 | 3 | 4 | 5 | 6 | 7 | 8 | 9 | 10 | 11 | 12 | 13 | 14 | Puntuación |
| -- | ----------------------------------- | - | - | - | - | - | - | - | - | - | -- | -- | -- | -- | -- | ---------- |
| 1  | Frank James Marshall Estados Unidos | x | 1 | ½ | 1 | ½ | 1 | 1 | 1 | 1 | ½  | ½  | 1  | ½  | 1  | 10½        |
| 2  | Abraham Kupchik Estados Unidos      | 0 | x | 1 | 0 | 1 | ½ | 1 | 1 | 1 | 1  | 1  | 1  | 1  | 1  | 10½        |
| 3  | Dawid Janowski Francia              | ½ | 0 | x | 1 | ½ | ½ | 1 | 1 | 1 | 1  | 1  | 1  | ½  | 1  | 10         |
| 4  | Edward Lasker Estados Unidos        | 0 | 1 | 0 | x | ½ | 1 | 1 | 1 | 0 | 1  | 1  | 1  | ½  | 1  | 9          |
| 5  | Morris Schapiro Estados Unidos      | ½ | 0 | ½ | ½ | x | 1 | 0 | ½ | 1 | ½  | 1  | 1  | 1  | 1  | 8½         |
| 6  | Roy Turnbull Black Estados Unidos   | 0 | ½ | ½ | 0 | 0 | x | 1 | 0 | 1 | 0  | 1  | 1  | 1  | 1  | 7          |
| 7  | Oscar Chajes Estados Unidos         | 0 | 0 | 0 | 0 | ½ | 1 | x | 0 | 1 | 1  | 0  | 1  | 1  | 1  | 6½         |
| 8  | Oscar Tenner Estados Unidos         | 0 | 0 | 0 | 0 | 1 | 0 | 1 | x | ½ | 1  | 1  | 0  | 1  | 1  | 6½         |
| 9  | Vladimir Sournin Estados Unidos     | 0 | 0 | 0 | 1 | 0 | 0 | ½ | 0 | x | 1  | 1  | 1  | ½  | ½  | 5½         |
| 10 | John Stuart Morrison Canadá         | ½ | 0 | 0 | 0 | ½ | 1 | 0 | 0 | 0 | x  | ½  | ½  | 1  | 1  | 5          |
| 11 | Albert Hodges Estados Unidos        | ½ | 0 | 0 | 0 | 0 | 0 | 0 | 1 | 0 | ½  | x  | ½  | 1  | ½  | 4          |
| 12 | Marvin Palmer Estados Unidos        | 0 | 0 | 0 | 0 | 0 | 0 | 1 | 0 | 0 | ½  | ½  | x  | 1  | 0  | 3          |
| 13 | Anthony Santasiere Estados Unidos   | ½ | 0 | ½ | ½ | 0 | 0 | 0 | 0 | ½ | 0  | 0  | 0  | x  | ½  | 2½         |
| 14 | Horace Bigelow Estados Unidos       | 0 | 0 | 0 | 0 | 0 | 0 | 0 | 0 | ½ | 0  | ½  | 1  | ½  | x  | 2½         |

## Lecturas relacionadas
- Fiske, Daniel Willard (1859), The Book of the First American Chess Congress, Rudd & Carleton, Nueva York

Este libro fue reeditado como Daniel W. Fiske. (1985), 1st American Chess Congress New York 1857, Edition Olms, ISBN 3-283-00085-9.
- Brownson, O. A. Jr (1872), The Book of the Second American Chess Congress Held at Cleveland, Ohio, Dubuque, Iowa
- Office of the American Chess Journal (1876) The Third American Chess Congress Held at Chicago, Ill., 1874, Hannibal, Missouri.
- Sayen, Henry W. (1876), The Grand International Centennial Chess Congress, held in Philadelphia in August, 1876, Philadelphia

Estos tres libros fueron reeditados en uno solo como The second, third and fourth American Chess Congress, Cleveland 1871, Chicago 1874, Philadelphia 1876., Edition Olms, 1985, ISBN 3-283-00089-1.
- Gilberg, Charles A (1881), The Fifth American Chess Congress, New York

This book was reprinted as Charles A. Gilberg. (1986), The Fifth American Chess Congress New York 1880, Edition Olms, ISBN 3-283-00090-5.
- Steinitz, William (1891), The book of the Sixth American Chess Congress

Este libro fue reeditado como: Wilhelm Steinitz ; with a foreword by Christiaan M. Bijl. (1982), The book of the Sixth American Chess Congress, Edition Olms, ISBN 3-283-00152-9.
Este libro fue reeditado como: Wilhelm Steinitz ; Introduction by Sam Sloan (1982), Sixth American Chess Congress, New York 1889, Ishi Press, ISBN 978-4-87187-847-0.